# Norrlandsoperaen
63°49′41″N 20°16′08″Ø / 63.82806°N 20.26889°Ø
Norrlandsoperaen (svensk: Norrlandsoperan) er et scenekunsthus i Umeå.
Norrlandsoperaen blev grundlagt i 1974 og var da et regionalt operaensemble. I dag er det et scenekunsthus med et symfoniorkester og afdelninger for opera, dans, musik og kunst samt værksteder og atelierer. Aktiviteterne omfatter også scenekunstfestivalen MADE og Umeå Jazzfestival. Flere af Norrlandsoperaens produktioner turnerer i og udenfor Västerbotten.
Norrlandsoperan AB ejes 40 procent af Umeå kommun via Umeå Kommunföretag AB og 60 procent af Västerbottens läns landsting.
Missionen er at producere, fremme og udvikle kunstneriske aktiviteter under devisen "NorrlandsOperaen – et samlingssted for nye udtryk". Administrerende direktør og kunstnerisk leder har siden efteråret 2009 været Kjell Englund og chefdirigent er Rumon Gamba.

## Sale
Norrlandsoperaen har fire sale: Teateret, Koncertsalen, Black Box og B-salen. I bygningen findes også Vita kuben, et udstillingslokale for samtidskunst.
Teateret har 440 siddepladser på parket og yderligere 30 på balkon.
Koncertsalen har 509 siddepladser og 60 ståpladser.
Black Box har op til 260 siddepladser (scene- og salstørrelsen kan ændres afhængigt af arrangementets karakter).
B-salen som for det meste anvendes til børneforestillinger har 34 siddepladser på stole og 30 siddepladser på gulvet.

## Operaplanen
Norrlandsoperaen ligger ved Operaplanen, der er formet som en halvcirkel langs Västra Norrlandsgatan. Oprindelsen af Operaplanen er en af de stjernepladser der blev dannet ved Umeå bys lokalplansudvidelse i 1898. Af de to tidligere udstrålende gader er det kun Vasagatan der er åben, i og med at Brandmannagatan blev en blindgyde bag operaen da den fik sin tilbygning i 2002.

## Historie
Norrlandsoperaen blev grundlagt i 1974 som en direkte følge af den svenske kulturreform samme år. Musikteatergruppen Sångens makt udgjorde grundstammen i det nydannede operaensemble og dets første chef var Arnold Östman. Östman var tillige operaens kunstneriske leder 1974-1979.
I 1984 overtog Norrlandsoperaen den gamle brandstation i Umeå, bygget i 1937 i funktionalistisk stil og tegnet af Wejke & Ödéen. Brandstationen gennemgik en omfattende om- og tilbygning efter tegninger af Olle Qvarnström og samme år stod operaen færdig.
I 2002 indviedes det nybyggede teater og koncertsalen, som er sammenbygget med det gamle operahus. Operaen fik dermed en sal med 480 pladser, en stor scene med sidescener og orkestergrav, samt en koncertsal med 500 pladser. I den gamle bygning blev der lavet garderober. Nogle år senere tilkom en monteringshal for sceneudsmykning på cirka 600 kvadratmeter.
Siden 2006 har Norrlandsoperaen hvert år i maj arrangeret MADE-festivalen i sine egne lokaler, samt udendørs på Operaplanen.
Under en koncert med bandet Mando Diao den 27. januar 2007 i Black box kollapsede dele af gulvet og omkring 50 personer faldt de cirka 2,5 meter ned på det underliggende kældergulv. 29 personer blev ført til sygehuset og modtog pleje af varierende omfang. Den daværende operachef blev dømt i tingsrätten i 2009 for grov uagtsomhed men blev frikendt året efter af hofretten. Operaens tekniske chef som også stod tiltalt blev frikendt i tingsrätten.

## Opsætninger i udvalg
- 1988 uropførtes Jonas Forssells opera Hästen och gossen, baseret på Sara Lidmans Jernbanesvit.
- 2006 uropførtes George Gershwins Porgy og Bess i samarbejde med Cape Town Opera.
- 2008 uropførtes operan Poet and Prophetess med musik av Mats Larsson Gothe og libretto af Michael Williams.
- 2012 uropførtes Katarina Leymans symfoni Transient skies. Dirigent var Joana Carneiro og koncerten blev transmitteret af SR P2.[11]

I forbindelse med åbningsugen for Europæisk kulturhovedstad festivalen i Umeå i januar 2014, dirigerede Gamba Norrlandsoperaens orkester gennem en fuld Beethoven symfonisk cyklus i Koncertsalen, hvor hver af de ni symfonier blev indledt med uropførelsen af et nyt værk af en nutidig komponist. Alle koncerterne blev transmitteret af Sveriges Radio.